# Danny Ortiz
Josué Danny Ortiz Maldonado (Las Palmas, 26 de julho de 1976 – Cidade da Guatemala, 29 de fevereiro de 2004), mais conhecido por Danny Ortiz, foi um futebolista guatemalteco que atuava como goleiro.

## Carreira em clubes
Tendo passado pelas categorias de base de Deportivo Carchá, Deportivo Coatepeque, Ayutla e Teculután, Ortiz profissionalizou-se apenas em 1998, aos 22 anos, vestindo a camisa do Suchitepéquez, onde jogou por uma temporada.
Voltou ao Carchá em 2000, depois de ficar alguns meses de 1999 parado. Em 2001, assinou com o Comunicaciones, substituindo o veterano Edgar Estrada, que fora contratado pelo Municipal, arquirrival dos Cremas. Novamente permaneceria por um ano, sendo contratado justamente pelo Municipal, tendo sua vaga herdada por Estrada.

## Seleção
Ortiz defendeu a Seleção Guatemalteca de Futebol entre 2001 e 2002, tendo atuado na Copa Ouro da CONCACAF de 2002, como reserva de Estrada. Jogou dez partidas pela Seleção, sendo que a última foi contra a Jamaica, em novembro do mesmo ano.

## Morte
Durante a partida entre Municipal (time de Ortiz) e Comunicaciones, realizada no dia 29 de fevereiro de 2004, o goleiro colidiu com o atacante Mario "El Loco" Rodríguez, e caiu desacordado no gramado. Levado ao hospital, foi diagnosticada uma ruptura no pericárdio. Ortiz morreria duas horas depois.